# Brayung
Brayung is een bestuurslaag in het regentschap Mojokerto van de provincie Oost-Java, Indonesië. Brayung telt 2567 inwoners (volkstelling 2010).